# هیل‌ساید لیک (نیویورک)
هیل‌ساید لیک (به انگلیسی: Hillside Lake) یک منطقهٔ مسکونی در ایالات متحده آمریکا است که در شهرستان داچس، نیویورک واقع شده‌است. هیل‌ساید لیک ۱٫۵ کیلومتر مربع مساحت و ۱٬۰۸۴ نفر جمعیت دارد و ۱۱۴ متر بالاتر از سطح دریا واقع شده‌است.